# Juan Agapito y Revilla

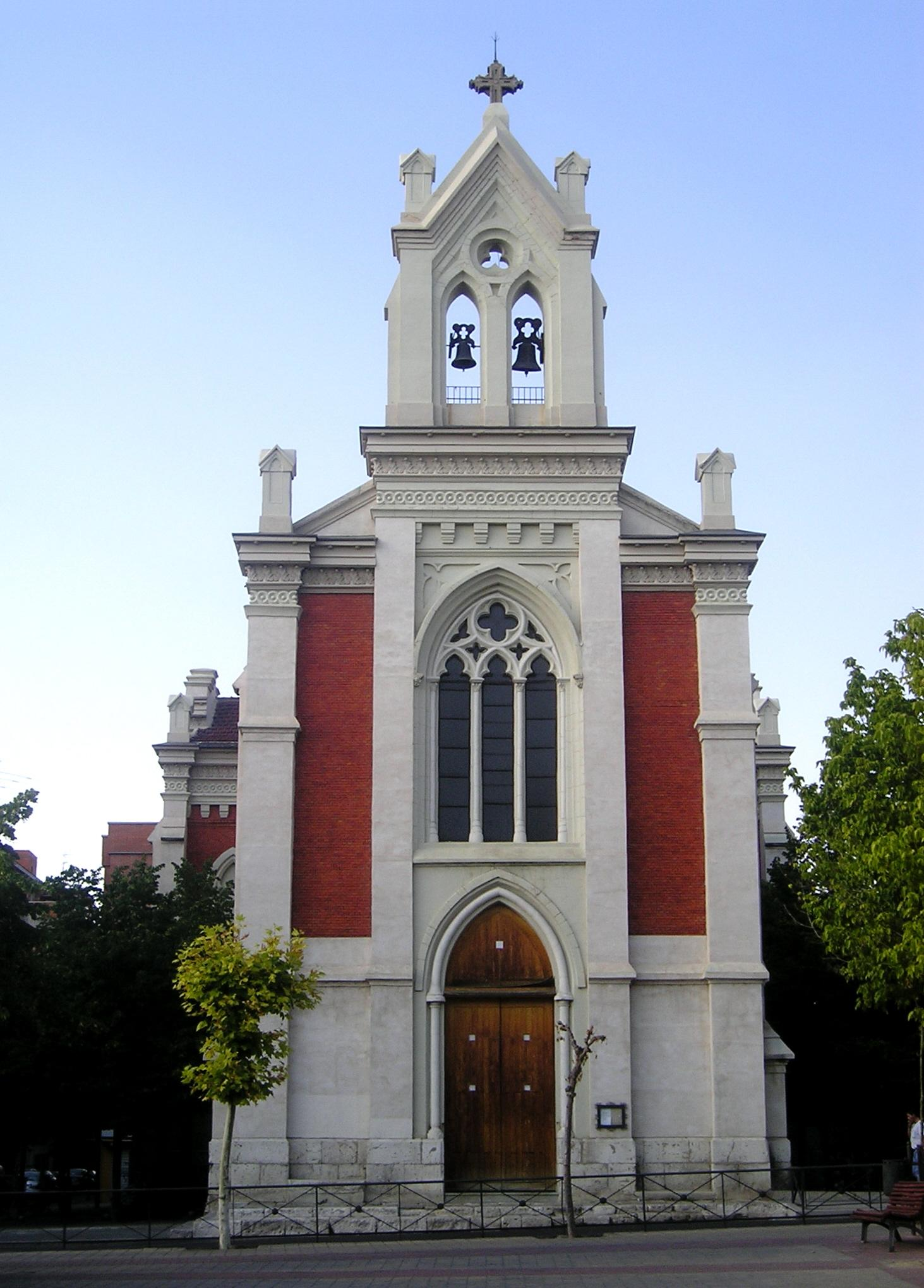
Façana de l'església del Pilar a Valladolid, construïda entre 1906 i 1907.

Juan Agapito y Revilla (Valladolid, 1867 - ibídem, 1944), fou un historiador i arquitecte castellà, conegut per la seva revisió de la història de Valladolid i per la seva tasca com a arquitecte de l'Ajuntament de Valladolid.

## Biografia
Va realitzar la carrera d'arquitectura a Madrid, i va treballar durant uns anys a Palència, com a arquitecte municipal, destacant-hi per la construcció del Mercat d'Abastos i per la redacció del projecte per al primer servei domiciliari d'aigües Més tard va passar a ocupar el mateix càrrec a Valladolid de la mà de l'Ajuntament de la ciutat.
En la seva etapa com a arquitecte municipal, cal destacar el desviament del riu Esgueva al seu pas per la ciutat, la pavimentació dels carrers i la millora del clavegueram, així com la realització de l'església de Nostra Senyora del Pilar. Així mateix, va exercir la tasca de director del Museu Nacional d'Escultura, membre de la Reial Acadèmia de Belles Arts de la Puríssima Concepció i president de la Comissió Provincial de Monuments.
En la seva tasca com a historiador, cal destacar la seva tasca d'investigació sobre la Setmana Santa a Valladolid, recollint informació sobre l'autoria d'alguns passos processionals.

## Obres
- AGAPITO Y REVILLA, La obra de los nuestros de la escultura castellana, Valladolid 1920-29
- AGAPITO Y REVILLA, Las calles de Valladolid, Valladolid 2004 (reedició) ISBN 84-9761-142-X